# Comité militaire de redressement national (République centrafricaine)
Pour les articles homonymes, voir Comité militaire de redressement national (homonymie).
IIe République
Le Comité militaire de redressement national est le gouvernement de la République centrafricaine du 2 septembre 1981 au 21 septembre 1985.
Il s'agit du premier gouvernement nommé par le général André Kolingba, qui a pris le pouvoir le jour d'avant par un coup d'État, alors que le Président David Dacko était en déplacement à l'extérieur du pays.

## Composition
Le Comité militaire de redressement national est composé à l'origine de 23 membres dont 4 secrétaires d’État, tous militaires. Il est présidé par le général André Kolingba, chef de l'État, chef du gouvernement et ministre de la défense et des anciens combattants. 

### Chef de gouvernement
- Chef de gouvernement : André Kolingba

### Ministre d'État
- Ministre d'État, chargé de la justice : Général Alphonse Mbaïkoua (du 2 septembre 1981 au 3 mars 1982)

### Ministres
- Ministre des affaires étrangères : Lieutenant-Colonel Jean-Louis GERVIL-YAMBALA
- Ministre de l'économie et des finances : Intendant militaire de troisième classe Thimothée MARBOUA
- Ministre de l’énergie, mines et hydraulique : Général de brigade Abel NADO
- Ministre de l’agriculture et de l’élevage : Lieutenant-Colonel Alphonse GOMBADI
- Ministre des travaux publics : Lieutenant-Colonel Thomas MAPOUKA
- Ministre de l'intérieur : Lieutenant-Colonel Gaston OUEDANE
- Ministre de l’éducation nationale : Lieutenant-Colonel Antoine GAMBI
- Ministre du commerce et de l’industrie : Lieutenant-Colonel Martin DOKOSSI
- Ministre des eaux et forêts : Commandant Evariste Martial KONZALE
- Ministre des postes et télécommunications : Commandant Michel Paulin BONDEBOLI
- Ministre… : Commandant Raymond MBITIKON
- Ministre… : Général de brigade Xavier Sylvestre YANGONGO
- Ministre des transports et de l’aviation civile : Général de brigade Paul MBANGUI
- Ministre de la fonction publique et du travail : Intendant militaire de troisième classe Alphonse KONGOLO
- Ministre de la santé : Médecin-Commandant Gabriel NGAINDIRO
- Ministre des affaires sociales : Lieutenant-Colonel Sébastien GUIPI
- Ministre de l’information : Général de brigade François BOZIZE
- Ministre chargé du secrétariat général du gouvernement : Lieutenant-Colonel Christophe GRELOMBE

### Secrétaires d’État
- Secrétaire d’État aux affaires étrangères : Paul DIMASSI
- Secrétaire d’État à la jeunesse et sports : Capitaine Gaston GAMBOR
- Secrétaire d’État à l’économie et aux finances : Capitaine Denis WANGAO
- Secrétaire d’État à l’intérieur : Commandant Jérome ALLAM